# Employer branding
Employer Branding er betegnelsen for virksomheders forsøg på at markedsføre sig selv som en attraktiv arbejdsplads.
Et Employer Brand er den reelle opfattelse af en virksomheden som arbejdsgiver – blandt nuværende og potentielle medarbejdere. Employer Branding er så at påvirke den reelle opfattelse af virksomheden i retning af den opfattelse, virksomheden ønsker gennem strategisk og sammenhængende kommunikation.
Employer branding kan således ses som en bestræbelse på at samle kommunikationsindsatsen ift. tiltrækning og fastholdelse af medarbejdere, så der er en gennemgående rød tråd i såvel den interne som eksterne kommunikation og markedsføring af virksomheden som arbejdsplads. Det gælder i forhold til budskaber og i forhold til de sproglige og visuelle rammer, som budskaberne præsenteres i – Employer Branding konceptet. Den primære drivkraft i den proces er at arbejde med virksomhedens employer profil og derigennem styrke sammenhængen mellem virksomhedens profil, identitet og image som arbejdsplads.

Disciplinen er især blevet aktuel som led i den vestlige verdens mangel på kvalificeret arbejdskraft på en række områder, herunder på de områder, hvor viden er det produkt, virksomheden direkte eller indirekte lever af. Disciplinen trækker på elementer fra både markedsføring og Human Resource Management.